# پارک ملی رئونیون
پارک ملی رئونیون (به فرانسوی: Parc national de La Réunion) یک پارک ملی در فرانسه است که در رئونیون واقع شده‌است.